# Tobias Michael
Tobias Michael (* 13. Junijul. / 23. Juni 1592greg. in Dresden; † 26. Junijul. / 6. Juli 1657greg. in Leipzig) war ein deutscher Komponist und Thomaskantor.

## Leben und Wirken

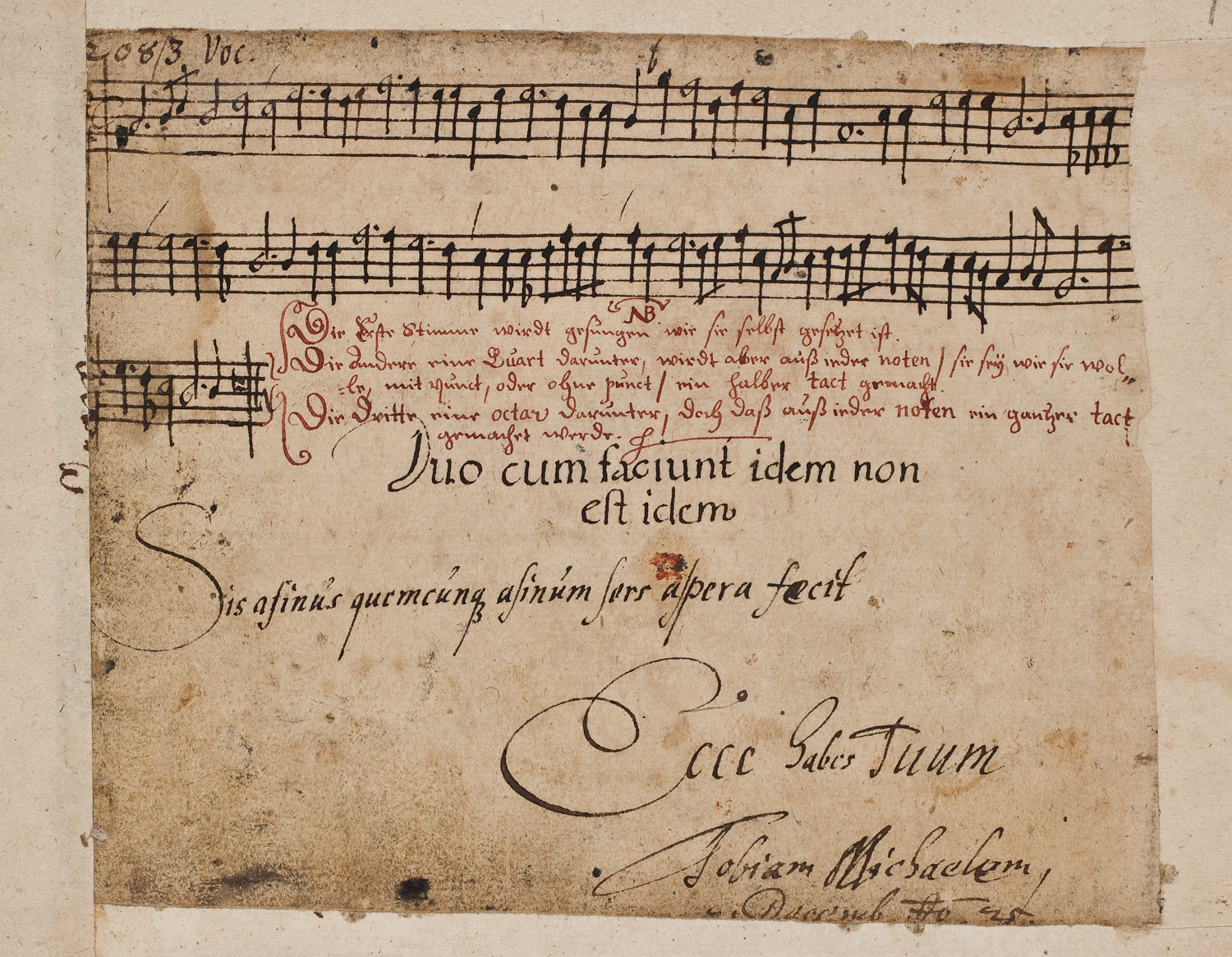
Eintrag Michaels in das Album Amicorum von Burchard Großmann, 1625

Der Sohn des franko-flämischen Komponisten Rogier Michael (1552–1619) und Bruder der Organisten Christian Michael (um 1593–1637) und Samuel (um 1597–1632) war seit 1601 Kapellsänger am Dresdner Hof. Nachdem er ab 1609 Schulpforta besucht hatte, studierte Tobias Michael in Leipzig und Wittenberg Theologie. 1619 wurde er Kapellmeister der Fürsten von Schwarzburg-Sondershausen in der Trinitatiskirche in Sondershausen. Nach einem verheerenden Stadtbrand im Jahr 1621, bei dem auch die Kirche komplett zerstört wurde, bekam Michael eine Anstellung als Stadtschreiber.
1631 wurde er als Nachfolger von Johann Hermann Schein Thomaskantor der Thomasschule zu Leipzig. Sein dortiger Nachfolger wurde 1657 Sebastian Knüpfer.
Von Michael sind zwei Bände mit Motetten und geistlichen Konzerten unter dem Titel Musikalische Seelenlust (1634–1637) sowie sechs- bis achtstimmige Gelegenheitswerke (überwiegend konzertierende Motetten zu Hochzeiten und Begräbnissen) überliefert. Der Stil entsprach der jenerzeit in Deutschland weit verbreiteten Venezianischen Schule.
Die Motette für seine eigene Begräbnisfeier komponierte Tobias Michael mehrere Jahre vor seinem Tod.